# Успенський (Брянський район)
Успенський (рос. Успенский) — селище в Брянському районі Брянської області Російської Федерації.
Населення становить 21 особу. Входить до складу муніципального утворення Добрунське сільське поселення.

## Історія
Від 2005 року входить до складу муніципального утворення Добрунське сільське поселення.

## Населення
| 2010 | 2013 |
| ---- | ---- |
| 19   | ↗21  |